# Robert Biedroń

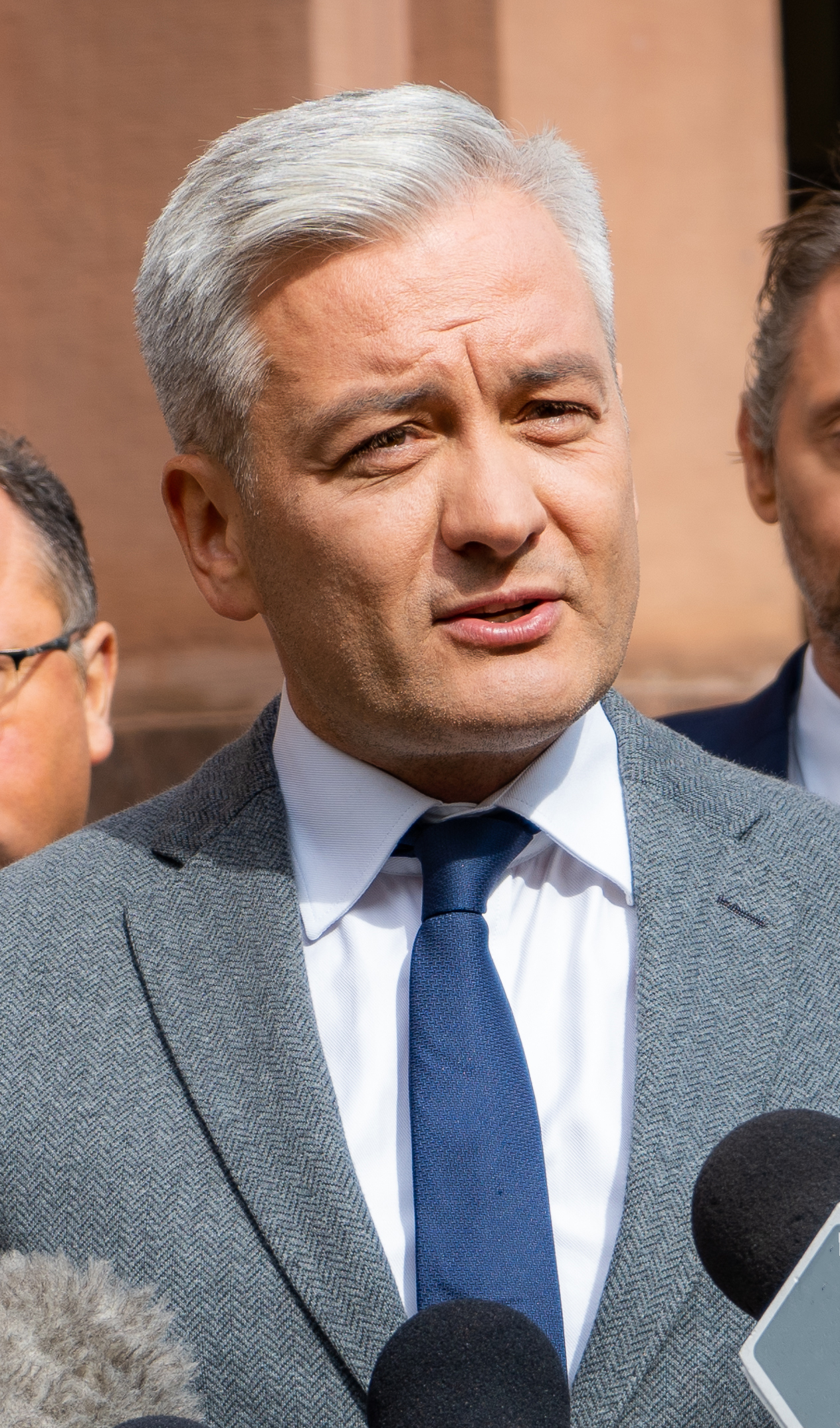
Robert Biedroń (2021)

Robert Biedroń (* 13. April 1976 in Rymanów) ist ein polnischer Politiker und Publizist. Der ehemalige Abgeordnete des Sejm war von 2014 bis 2018 Bürgermeister von Słupsk und von 2019 bis 2021 Vorsitzender der von ihm mitinitiierten Partei Wiosna. Nach deren Vereinigung mit dem SLD ist er seit 2021 stellvertretender Vorsitzender der neuen Partei Nowa Lewica. Er ist der bekannteste offen homosexuell lebende Politiker Polens.

## Leben
Biedroń stammt aus dem Karpatenvorland und wuchs in Krosno auf. Nach dem Abitur studierte er in Olsztyn sowie Wien Politikwissenschaft und begann 2006 eine Promotion in Pułtusk. Des Weiteren war er als Verleger tätig, bevor er sich zuerst der sozialdemokratischen Partei Sojusz Lewicy Demokratycznej (SLD) anschloss. 2010 wechselte er jedoch zur linksliberalen Partei Twój Ruch (TR) um den Unternehmer Janusz Palikot. Bei den Parlamentswahlen 2011 gelang ihm mit dieser für den Wahlkreis in Gdynia der Einzug als Abgeordneter in den Sejm, das polnische Unterhaus. In diesem war er das erste offen homosexuelle Mitglied. 2014 wurde er vom polnischen Wochenmagazin Polityka als Bester Abgeordneter des Jahres geehrt. Seit seinem Coming-out wurde er mehrmals Opfer homophober Angriffe und war Gegenstand von Hassreden einiger Vertreter der katholischen Kirche. Biedroń ist Atheist.
Am 16. November 2014 erhielt Biedroń im ersten Wahlgang der Bürgermeisterwahl (siehe Selbstverwaltungswahlen 2014) in Słupsk 20 Prozent der Stimmen und wurde in der Stichwahl am 30. November 2014 schließlich zum Bürgermeister mit 57,1 Prozent der abgegebenen Stimmen ins Amt gewählt. Für die Umsetzung seiner politischen Agenda sowie seinen Führungsstil wurde er mehrfach ausgezeichnet und 2015 als drittbeliebtester Politiker des Landes ermittelt. Im Zuge der politischen Krise um die seit 2015 regierende national-konservative Partei Prawo i Sprawiedliwość (PiS) unterstützte er die regierungskritische Bürgerrechtsbewegung des Aktivisten Mateusz Kijowski. Eine eigene Parteigründung schlug er zu dieser Zeit aus und betrachtete die Reformbestrebungen im SLD mit Wohlwollen.
Am 3. Februar 2019 gründete Biedroń die Partei Wiosna (dt. „Frühling“), die bereits zur Europawahl 2019 antrat und bei dieser 6,06 % der Stimmen in Polen auf sich vereinen konnte. Biedroń selbst wurde auf Listenplatz 1 seiner Partei ins Europäische Parlament gewählt. Bei den Präsidentschaftswahl in Polen 2020 trat er als gemeinsamer Kandidat der politischen Linken für die Parteien Wiosna, SLD, Razem sowie die polnischen Sozialisten an, verpasste jedoch den Einzug in die nötig gewordene Stichwahl deutlich. Seit 2021 ist er stellvertretender Vorsitzender der neuen Partei Nowa Lewica, die aus der Fusion seiner Partei Wiosna mit dem SLD entstand und zusammen mit der Partei Razem im Sejm eine Fraktion bildet.
Bei der Europawahl 2024 zog Biedroń erneut in das Europäische Parlament als Abgeordneter ein.
Er ist in der 10. Legislaturperiode (2024–2029) stellvertretender Vorsitzender im Entwicklungsausschuss sowie Mitglied im Ausschuss für auswärtige Angelegenheiten und im Unterausschuss Menschenrechte.
Seit 2002 ist Biedroń mit dem polnischen Rechtsanwalt, Politiker und Abgeordneten Krzysztof Śmiszek liiert.

## Auszeichnungen
- Der Regenbogen-Lorbeer (2000)[15]
- Der Titel von „Rainbow Man“ (2004)[16]
- Auszeichnung in der Rangliste der 10 besten Abgeordneten der Wochenzeitschrift Polityka, die unter polnischen Parlamentsjournalisten für Fleiß, Kultur und Beitrag zur Arbeit des Justizausschusses durchgeführt wurde[17]
- Anna Laszuk Award von Radio Tok FM (2015)[18]
- Diversity Award des Frauenkongresses (2016)[19]
- Platz 8 in der Rangliste der besten Bürgermeister der Stadt von Newsweek (2016)[20]
- Biedroń wurde am 20. Juli 2016 mit dem Ordre national du Mérite, dem nationalen Verdienstorden Frankreichs, ausgezeichnet.
- Platz 13 in der Rangliste der besten Bürgermeister von Newsweek (2017)[21]
- Special Equality Crown Award, verliehen von der Kampagne gegen Homophobie (2021)[22]
- Alan Turing LGBTIQ+ Awards Premio Especial, verliehen vom Festival Culture Business Pride für den Kampf für LGBTIQ+ Menschen, ihre Rechte und Sichtbarkeit (2022)[23]
- The Parliament MEP Award in der Kategorie „Vielfalt, Integration und soziale Auswirkungen“ für den Beitrag und die Leistungen zur Förderung von Vielfalt und Integration in ganz Europa (2023)[24]